# Харьковское государственное художественное училище
Харьковское государственное художественное училище (ХГХУ; Харьков, Нежинский въезд) — художественный вуз. Проводит ежегодный набор студентов на дневную форму обучения по специальностям художник-преподаватель, скульптор, художник-декоратор, графический дизайнер, дизайнер среды.

## История
Учебное заведение основано в 1896 году решением Харьковской городской думы на базе частной художественной школы М.Раевской-Ивановой. Училище начало свою работу в новом помещении в 1912 г., в специально построенном для него помещении, характерным стилевым признаком которого появился стиль модерн, с актуальными воздействиями старого украинского строительства (1911—1912, архитектор К. Н. Жуков). Первым директором училища стал ученик И. Е. Репина — Александр Любимов (1879—1955), а преподавателями — выпускники репинской мастерской Академии художеств в Санкт-Петербурге, приглашены в Харьков. В основе работы по организации учебного процесса в Харьковском художественном училище лежит художественная и преподавательская деятельность М. Д. Раевской-Ивановой (1840—1912), городской художественной школы и творческих принципов Академии художеств России. С 1913 года училищем руководил С. Прохоров, руководивший в своё время художественной рисовальной школой в Томске; с 1914 года училище возглавлял Г. Горелов, с 1916 года — выдающийся художник и преподаватель художественных дисциплин Алексей Кокель (1880—1956).

## Факультеты
- Дизайн
- Изобразительное искусство
- Скульптура
- Театральное искусство

## Персоналии

### Педагоги
- Андриевский, Леонид Васильевич
- Кокель, Алексей Афанасьевич
- Стариков, Владимир Афанасьевич
- Дятлов Юрий Леонидович
- Чернов, Леонид Иванович (1915—1990) — украинский советский художник, Заслуженный художник Украины.